# Verbos modales en inglés
Los verbos modales en idioma inglés son una pequeña clase de verbos auxiliares usados mayormente para expresar modalidad, posibilidad u obligación. Se pueden distinguir de otros verbos por su rasgo defectivo, es decir, que no tienen formas de participio o de infinitivo y por el hecho de que no toman la terminación - (e)s - en la tercera persona del singular.
Los verbos modales principales en inglés son can, could, may, might, must, shall, should, will y would. Algunos otros verbos se clasifican a veces, pero no siempre, como modales; estos incluyen had better, y en ciertos usos, dare y need.  Los verbos que comparten solo algunas de las características de los modales principales a veces son conocidos como semimodales.